# Министерство здравоохранения Сербии
Министерство здравоохранения Сербии — орган государственного управления Сербии, отвечающий за проведение политики в области здравоохранения. Министерство располагается в Белграде по адресу: улица Неманьина, 22-26.
2 мая 2024 года утверждён новый состав Правительства Сербии, министерство здравоохранения возглавил Златибор Лончар.
В организационном плане министерство делится на секторы, отделения, отделы и группы. В его составе шесть секторов: организации здравоохранения, страхования, общественного здоровья и программного здравоохранения, европейской интеграции и международного сотрудничества, лекарственной продукции и инспекционный. Также в рамках министерства действуют секретариат и кабинет министра.